# Tunnels & Trolls
Tunnels & Trolls ("Túnels & Trols"), sovint abreujat T&T, és un joc de rol dissenyat per Ken St. Andre i publicat per primer cop el 1975 en mans de Flying Buffalo. Fou el segon de joc modern en ser publicat, plantejat com una alternativa a Dungeons & Dragons més accessible, que es pot jugar en solitari, en grup o fins i tot per correu.
El reglament de Tunnels & Trolls no detalla un escenari de campanya en concret, simplement diu que el joc ocorre en un "món una mica però no exactament similar a la Terra Mitjana de Tolkien." En una entrevista de 1986, St. Andre declarà que "la meva concepció del món de T&T estava basada en El Senyor dels Anells tan com ho hauria estat fet per Marvel Comics el 1974 amb Conan, Elric, el Gray Mouser i una sèrie de malvats introduïts."